# Zeacolpus blacki
Zeacolpus blacki es una especie de molusco gasterópodo de la familia Turritellidae. 

## Distribución geográfica
Se encuentra en Nueva Zelanda